# Rhayner Santos Nascimento
Rhayner Santos Nascimento (sinh ngày 5 tháng 9 năm 1990) là một cầu thủ bóng đá người Brasil.

## Sự nghiệp câu lạc bộ
Rhayner Santos Nascimento đã từng chơi cho Kawasaki Frontale.